# 大连有轨电车
大连有轨电车是中华人民共和国辽宁省大连市的有轨电车系统，历史始于1909年。大连作为中国大陸有轨电车历史未曾中断过的城市之一，不仅保留了部分产于20世纪30年代的旧式有轨电车，还在20世纪90年代至21世纪初研发生产了现代有轨电车。

## 历史

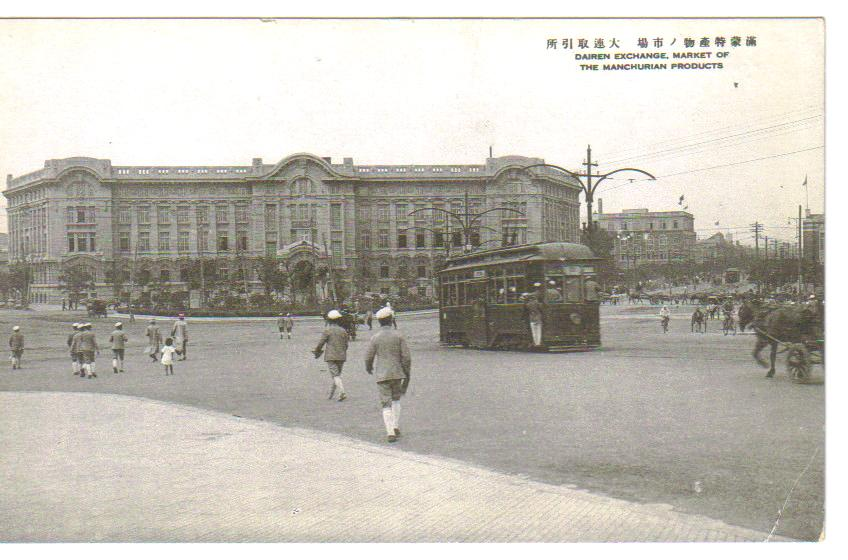
开通初期的大连有轨电车

日本專家在满洲國多個城市都建立了具規模的市內交通系統，其中在哈爾濱、大連、奉天（瀋陽）、新京（長春）設有電車系統，於撫順設有電氣化通勤鐵路。1909年9月25日，满铁运输部电气作业所在当时已处于日本统治下的大连开通了第一条有轨电车试验线路，标志着大连有轨电车和公共交通的開始，使大连成为全中華地區最早拥有有轨电车和公交的城市之一。该线路由电气游园（原动物园，今中心裕景）经大正通（今中山路、人民路）至大栈桥（今港湾桥），单程2.45公里。车辆为30台11型电车，车体由美国布列斯顿制造，底盘由英国蒙天吉布森制造，电气部分由德国AEG制造，为木制复车台，每辆车定员72人，满载145人，当时俗称美国大木笼子。此后不断开辟新电车线路，于民主广场和解放广场建成两座轨线所。至1945年，电车共有11条线路，三个营业所，两个维修厂。
此外，日本人也曾計劃在奉天建設四條地下鐵，為1435標準軌、750V第三軌集電式設計，令奉天成為當時繼東京及大阪之後，日本勢力範圍內第三個建有地下鐵的城市，以顯示滿州國的建設成就。奉天地下鐵第一期原預計1942年動工，1948年完工；但由於戰事影響，日本人最後沒有能力展開工程。
1945年，苏联红军从日本手中接收大连，1946年4月1日接收大连都市交通株式会社并改造为大连市交通公司。70年代，由于城市发展需要，开始大范围拆除有轨电车。其中沙河口-周水子段3路有轨电车改为当时的3路汽车（现为BRT），今15路汽车即为当时有轨1路电改汽的线路。至20世纪末，全市仅剩下3条有轨电车线路：201路、202路、203路。1999年10月15日至2002年12月1日，202路进行改造，原有8000型部分报废，部分出售给长春（曾用于长春54路运营），更换为大连电车工厂生产的大连人牌DL6W型铰接有轨电车。2006年6月10日至2007年12月30日，对201、203路进行改造，将两线合并，更换部分车辆为DL6W型有轨电车，同时保留16台由日本於20世纪30年代研制的、经过翻新改造的3000型电车于201路运营。

### 滿鐵營運路線
大連電車系統在满洲国時期出現過如下的路線：
| 昔 | 埠頭 - 電氣遊園 - 沙河口神社 |
| 今 | 大連港 - 青泥洼桥 - 興工街   |
| 注 | 電氣遊園已不存，现为中心裕景 |

| 昔 | 沙河口神社 - 满铁沙河口工场 |
| 今 | 興工街 - 大连机车厂         |
| 注 |                             |

| 昔 | 大棧橋 - 朝日廣場 - 大和町 - 播磨町          |
| 今 | 港灣橋 - 五五路 - 南山路 - 延安路路口        |
| 注 | 朝日廣場即今三八廣場，大和町在濟南街路口附近 |

| 昔 | 寺兒溝 - 大廣場/市役所 - 常盤橋                                      |
| 今 | 寺兒溝 - 中山路 - 解放路路路口                                       |
| 注 | 大廣場即現今的中山廣場，市役所即當時的市政府，今交通銀行大连分行行址 |

| 昔 | 大和旅馆（ヤマトホテル） - 播磨町 |
| 今 | 中山廣場 - 延安路 - 南山路路口    |
| 注 | 大和旅馆即今大连宾馆              |

| 昔 | 日本橋 - 露西亞町波止場              |
| 今 | 勝利橋 - 上海路 - 北海街（貨物碼頭） |

| 昔 | 電氣遊園 - 大正廣場          |
| 今 | 中心裕景 - 中山路 - 解放广场 |
| 注 |                              |

| 昔 | 常盤橋 - 薩摩溫泉前 - 汐見橋                                     |
| 今 | 中山路（解放路路口） - 解放路 - 老虎灘                           |
| 注 | 当时为郊區路線，薩摩溫泉在中山醫院附近，至今仍有一街道名為清泉街 |

| 昔 | 沙河口神社 - 星ヶ浦公園正門 - 黑石礁                               |
| 今 | 西安路/興工街口 - 中山路 - 黑石礁                                  |
| 註 | 此線当时同為郊區路線，星ヶ浦公園（今星海公園）是當時重要的遊泳勝地 |

## 车辆
| 型号   | 定员（人） | 形式         | 投运年份 | 数量 | 制造厂商                     | 备注                              | 照片 |
| ------ | ---------- | ------------ | -------- | ---- | ---------------------------- | --------------------------------- | ---- |
| 1型    | 73         | 木制复车台   | 1910     | 10   | 日本车辆                     |                                   |      |
| 11型   | 72         | 木制复车台   | 1909     | 35   | 英国联合社                   | 5辆改造为2000型，部分改造为6000型 |      |
| 41型   | 90         | 木制复车台   | 1920     | 5    | 大连铁道工厂                 |                                   |      |
| 51型   | 86         | 木制复车台   | 1918     | 2    | 大连铁道工厂                 |                                   |      |
| 201型  | 59         | 半钢制单车台 | 1921     | 20   | 美国布里尔公司、大连铁道工厂 |                                   |      |
| 301型  | 84         |              | 1925     | 20   | 大连铁道工厂                 |                                   |      |
| 401型  | 55         | 半钢制单车台 | 1929     | 15   | 大连机械厂                   |                                   |      |
| 501型  | 94         | 半钢制单车台 | 1935     | 26   | 日本车辆                     | 26辆改造为3000型                  |      |
| 601型  | 66         | 木制单车台   | 1923     | 9    | 日本商会                     |                                   |      |
| 701型  | 58         | 半钢制复车台 | 1939     | 5    | 日本车辆                     | 5辆改造为4000型                   |      |
| 801型  |            |              | 1939     | 7    |                              |                                   |      |
| 901型  | 94         | 半钢制复车台 | 1945     | 12   | 大连机械厂                   | 8辆改造为5000型                   |      |
| 1000型 | 100        | 半钢制复车台 | 1950     | 35   | 大连电车工厂                 |                                   |      |
| 2000型 | 100        | 半钢制复车台 | 1965     | 5    | 大连电车工厂                 | 改造自11型                        |      |
| 2000型 |            | 全钢制复车台 | 1998     | 30   | 大连电车工厂                 | 改造自1000型                      |      |
| 3000型 | 94         | 半钢制复车台 | 1950     | 26   | 大连电车工厂                 | 改造自501型                       |      |
| 3000型 | 94         | 半钢制复车台 | 1980     | 1    | 大连电车工厂                 | 改造自沈阳市旧电车                |      |
| 3000型 | 94         | 半钢制复车台 |          |      | 大连电车工厂                 | 改造自4000型                      |      |
| 4000型 | 94         | 半钢制复车台 | 1946     | 5    | 大连电车工厂                 | 改造自701型                       |      |
| 4000型 | 94         | 半钢制复车台 | 1980     | 1    | 大连电车工厂                 | 改造自沈阳市旧电车                |      |
| 5000型 | 120        | 半钢制复车台 | 1952     | 8    | 大连电车工厂                 | 改造自901型                       |      |
| 挂车型 |            | 半钢制单车台 | 1958     | 4    | 大连电车工厂                 |                                   |      |
| 6000型 |            |              |          |      |                              |                                   |      |
| 7000型 |            | 全钢制复车台 | 1982     | 10   | 大连电车工厂                 | 1辆修复后作为防滑车使用           |      |
| 8000型 | 160        | 全钢制复车台 | 1998     | 30   | 大连电车工厂                 | 18辆退役后售予长春公交54路        |      |
| 621型  | 260        | 铰接式       | 1983     | 15   | 大连电车工厂                 |                                   |      |
| DL4W型 | 122        | 全钢制复车台 | 2004     | 1    | 大连电车工厂                 | 现停放于海之韵公园作为文创店使用  |      |
| DL6W型 | 242        | 铰接式       | 2002     | 55   | 大连电车工厂                 |                                   |      |
| FG4型  |            | 铰接式       | 2021     | 8    | 中车大连机车车辆             | 外观基于安萨尔多百瑞达Sirio       |      |

## 现状
20世纪70年代，由于城市發展而拆卸大部分有轨电车軌道。目前，大连市拥有201路和202路两条有轨电车线路。

### 201路

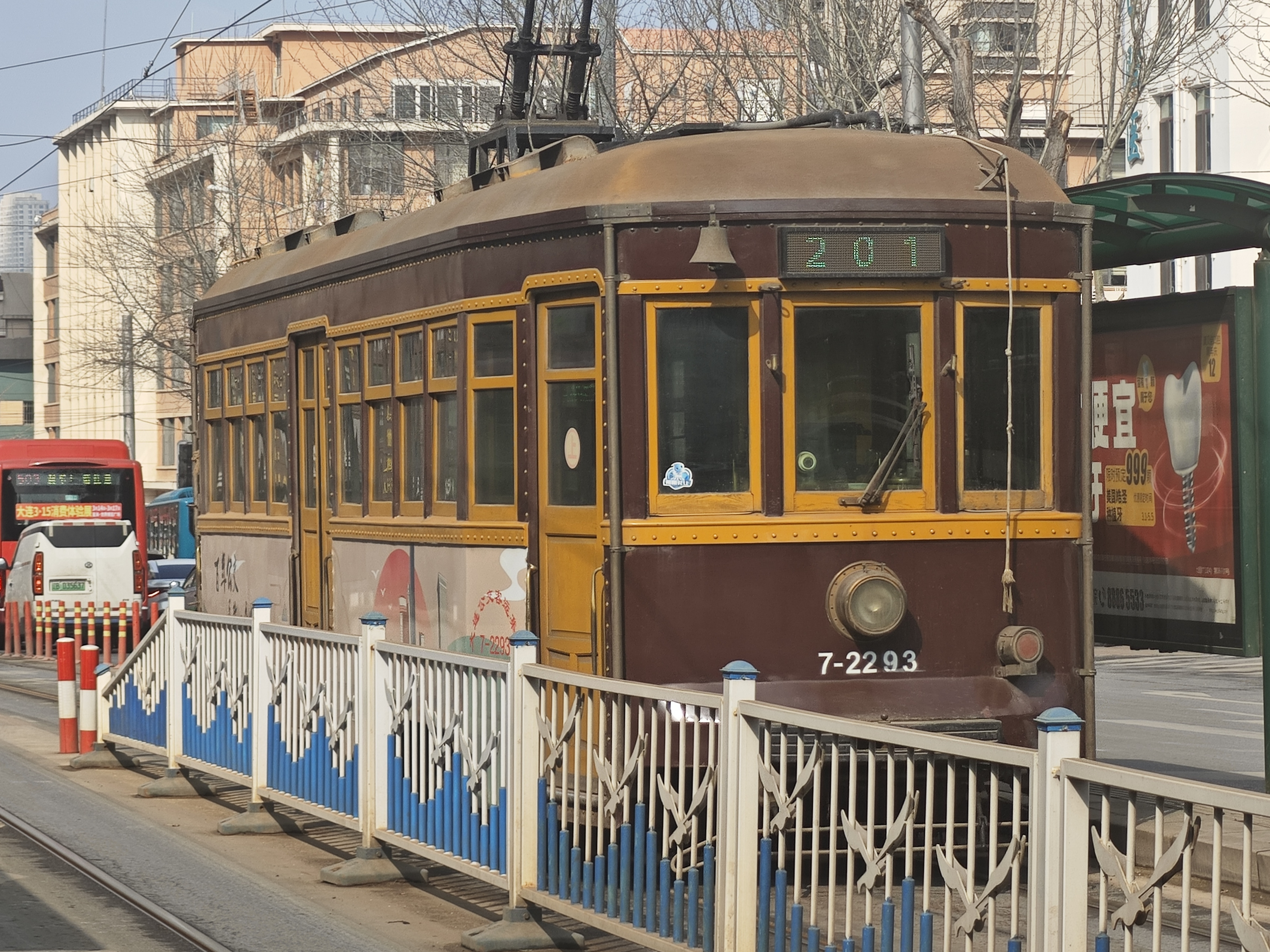
一列运行201路的有轨电车停靠在兴工街站

有轨电车201路由海之韵公园始发，沿华乐街、鲁迅路、世纪街、长江路至终点兴工街，途径二七广场、三八广场、民主广场、胜利桥、大连火车站、五一广场等地。除海之韵公园附近一小段路轨位于道路一侧，其余轨道均沿用位于路中央的历史路轨。由20世纪30年代日占时期生产的16台DL-3000型有轨电车，以及15台于2007-2008年由大连公交集团电车工厂生产的的“大连人”牌DL-6W型铰接有轨电车混编。2008年后，201路变更至华乐广场始发后以“201路区间”为名运营，沿线各站站牌显示为201路和201路区间同时出现。华乐广场到海之韵公园区间留有电车免费代运，每日运行一班往返。

### 202路
有轨电车202路由小平岛前始发，沿黄浦路、中山路、西安路至终点兴工街，途径七贤岭、海事大学、黑石礁、星海公园、化物所、星海广场、解放广场、西安路商业圈等地。运营车辆为40台分批生产的“大连人”牌DL-6W型铰接有轨电车。2016年，大连公交集团为202路加订8列FG4型有轨电车，其外观设计借鉴自Sirio，但是整车的国产化率进一步提高，且牵引系统采用中车大连电力牵引研发中心的产品，于2021年10月1日开始载客试运营。

### 停车场

#### 民主客运站
位于民主广场东北角，建于20世纪初，现为大连公交集团电车分公司办公地和201路车场。

#### 五一路客运站
五一路客运站，旧址位于解放广场西南角，建于20世纪初，于2010年改为大连地铁工地和其建设指挥部；新址位于北河口（202路小平岛前终点），仍沿用旧车场名称，建于20世纪90年代末，为202路车场。

## 票价
201路计费方式较为特殊：线路以位于线路中部的大连火车站车站为分段点，段内（包括大连火车站车站，下同）票价1元，刷卡9折优惠；跨段票价2元，刷卡票价1.3元。全程票价2元。上车时投币一元，在大连火车站由乘务人员验票，跨段（该站不下车继续乘坐）的乘客另行投币一元。该线路刷卡方式也与大连其他线路有所区别，而与北京行驶里程12公里以上线路相似：无论是否跨段，上车下车均需刷卡，否则下次乘坐该线路时首先扣除1.3元（即公交卡全程票价）再计本次乘车票价。因此该线路乘车卡只可一人使用。此线路票制在大连公交集团线路中堪称独一无二。
202路于2002年线路改造完成后初期全程单一制票价2元，后降低为全程单一票制1元。无人售票（虽有工作人员在门口做观察员工作，但无人工售票及找零服务），上车时投币或刷卡，与大连普通公交线路无异。